# Abraham Trembley
Abraham Trembley (Ginevra, 3 settembre 1710 – Ginevra, 12 maggio 1784) è stato un naturalista e zoologo svizzero.

## Biografia
Naturalista ginevrino, effettuò una serie di studi sul polipo d'acqua dolce (o idra) che egli considerava come nuova specie zoologica, essendogli sconosciuto un testo del 1702 nella quale il grande naturalista olandese Antoni van Leewenhoek (1632-1723) ne aveva annunciato la scoperta. Grazie alla sua eccezionale abilità manuale, Trembley riuscì a tagliare sia in senso orizzontale sia verticale l'idra, dimostrando sperimentalmente come da ciascuna metà potesse rigenerarsi la parte mancante. Fu in contatto con importanti scienziati come René-Antoine Ferchault de Réaumur (1683-1757), Charles Bonnet (1720-1793) e Lazzaro Spallanzani (1729-1799).
Nel 1743 fu nominato membro della Royal Society di Londra e l'anno seguente pubblicò le proprie osservazioni nelle Mémoires pour servir à l'histoire d'un genre de polypes d'eau douce (Leida, 1744), un testo fondamentale per lo sviluppo della zoologia sperimentale. Studiò anche altri animali d'acqua dolce e la sua scoperta della riproduzione per gemmazione di alcuni polipi suscitò grande eco tra i contemporanei. Ottenne per la prima volta l'innesto di due diversi animali.

## Opere

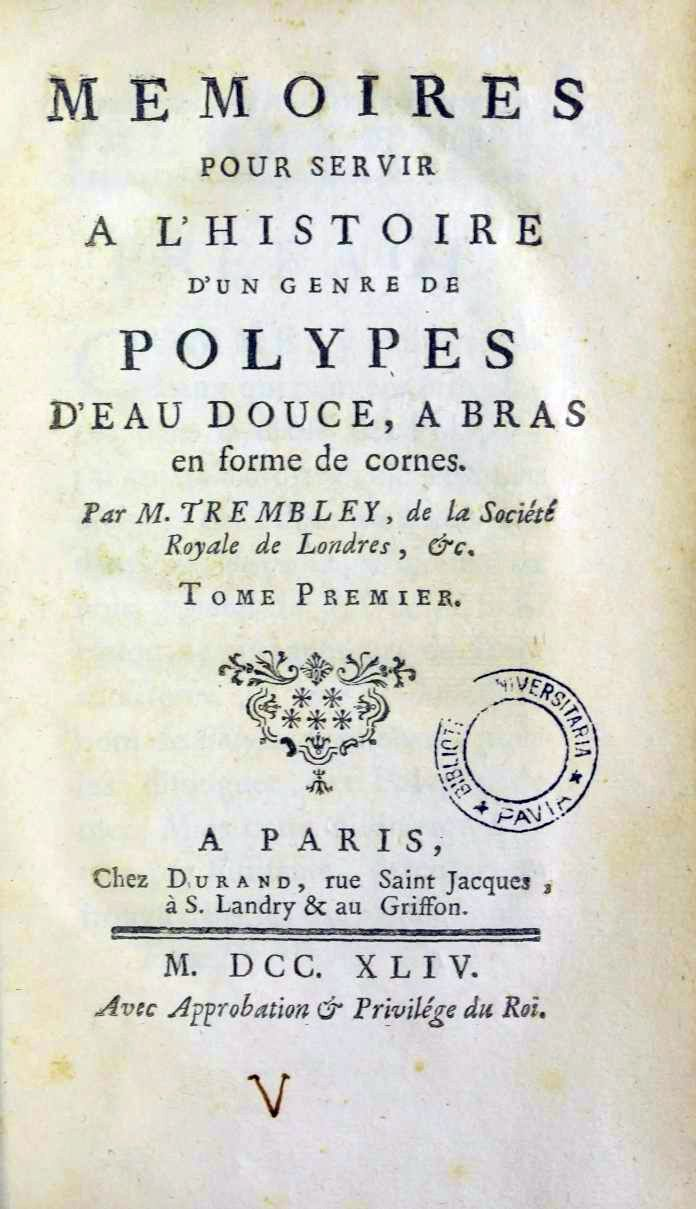
Memoires pour servir a l'histoire d'un genre de polypes d'eau douce, 1744

- (FR) Memoires pour servir a l'histoire d'un genre de polypes d'eau douce, Paris, Laurent Durand, 1744.